# Simon Patrick Stewart
Simon Patrick Stewart (født 28. januar 1980 i Pierre, South Dakota, USA) er en dansk-amerikansk træner og tidligere kuglestøder.
Stewart træner Trine Mulbjerg og stod også bag Joachim B. Olsen i dennes sidste to sæsoner.
Stewart bor i Aarhus.

## Danske mesterskaber
- Guld 2005 Kuglestød 18,10
- Guld 2005 Kuglestød – inde 17,91
- Guld 2004 Kuglestød 18,54

## Træner karriere
Teknisk træner
- Kuglestød: Trine Mulbjerg, træner Elite Center Vest
- Diskoskast træner Elite Center Vest
- Hammerkast træner Elite Center Vest

Fysisk træner
- Bakken Bears basketball.
- Martin Kirketerp Olympisk guldvinder, 2008 Beijing, 49er-klassen
- Dansk Bueskytteforbund Elite træner.